# ۴-دی‌متیل‌آمینوفنیل‌پنتازول
۴-دی‌متیل‌آمینوفنیل‌پنتازول (به انگلیسی: 4-Dimethylaminophenylpentazole) با فرمول شیمیایی C۸H۱۰N۶ یک ترکیب شیمیایی با شناسه پاب‌کم ۲۳۲۷۹۳۱۴ است. که جرم مولی آن ۱۹۰٫۲۰۵ g/mol می‌باشد. 